# Alen Avdić
Alen Avdić (nacido el 3 de abril de 1977) es un exfutbolista bosnio que se desempeñaba como delantero.
En 1999, Alen Avdić jugó 3 veces para la selección de fútbol de Bosnia y Herzegovina.

## Trayectoria

### Clubes
| Club                    | País                 | Año         |
| ----------------------- | -------------------- | ----------- |
| FK Sarajevo             | Bosnia y Herzegovina | 1995 - 1998 |
| Sakaryaspor             | Turquía              | 1998        |
| FK Sarajevo             | Bosnia y Herzegovina | 1998        |
| Cercle Brugge           | Bélgica              | 1998 - 1999 |
| KFC Denderleeuw         | Bélgica              | 1999        |
| FK Sarajevo             | Bosnia y Herzegovina | 1999 - 2000 |
| Chemnitzer FC           | Alemania             | 2000        |
| Suwon Samsung Bluewings | Corea del Sur        | 2001 - 2004 |
| Avispa Fukuoka          | Japón                | 2002        |
| Liaoning Whowin         | China                | 2004        |
| FK Sarajevo             | Bosnia y Herzegovina | 2005 - 2006 |
| Saba Qom FC             | Irán                 | 2006 - 2008 |
| Bargh Shiraz FC         | Irán                 | 2008 - 2009 |
| FK Sarajevo             | Bosnia y Herzegovina | 2009 - 2011 |

### Selección nacional
| Selección | País                 | Año  |
| --------- | -------------------- | ---- |
| Absoluta  | Bosnia y Herzegovina | 1999 |

## Estadística de equipo nacional
| Selección de fútbol de Bosnia y Herzegovina | Selección de fútbol de Bosnia y Herzegovina | Selección de fútbol de Bosnia y Herzegovina |
| Año                                         | Part.                                       | Goles                                       |
| ------------------------------------------- | ------------------------------------------- | ------------------------------------------- |
| 1999                                        | 3                                           | 0                                           |
| Total                                       | 3                                           | 0                                           |